# 1937 en Saskatchewan
Chronologie de la Saskatchewan
- 1933
- 1934
- 1935
- 1936
- 1937
- 1938
- 1939
- 1940
- 1941

Cette page concerne des événements d'actualité qui se sont produits durant l'année 1937 dans la province canadienne de la Saskatchewan.

## Politique
- Premier ministre : William John Patterson
- Chef de l'Opposition :
- Lieutenant-gouverneur : Archibald Peter McNab
- Législature :

## Événements
- 5 juillet : record absolu de chaleur au Canada avec une température de 45°C à Yellow Grass[1]dans la Saskatchewan[2].